# 麗
麗 (うるは、1981年6月9日 - ) は、神奈川県平塚市出身のヴィジュアル系バンドthe GazettEの上手 (かみて) ギタリスト。血液型はO型。身長177cm。愛称は「うっさん」、｢う様｣。

## 略歴
- 6月9日、神奈川県平塚市で生まれる。姉が2人いる。
- LUNA SEAのSUGIZOに憧れたのがきっかけでギターを始める。この後REITAとバンドを組み、LUNA SEAやX JAPANのコピーに勤しむ (REITA曰く、LUNA SEAが9割、残りの1割がX。)
- 2002年3月10日。数々のバンドを共に渡り歩いて来たREITA、前のバンドで一緒だったRUKIに葵、由寧を加えthe GazettE結成。

## 人物
- SUGIZOに憧れてギターを始める。
- the GazettEの楽曲の多くでギターソロを主に担当しており、プレイスタイルは速弾きや｢Psychedelic Heroine｣｢THE INVISIBLE WALL｣「13STAIRS[-]1」「BEFORE I DECAY」「CLEVER MONKEY」ではライトハンド奏法、｢Cassis｣｢紅蓮｣｢虚無の終わり、箱詰の黙示｣ではアーミングプレイなどテクニカルなギタープレイを得意としている。また｢ガンジスに紅い薔薇｣でのギターソロはアドリブプレイで収録されている。
- 麗自身が影響を受けたアーティストとしては、ギターを始めるきっかけになったSUGIZO、スリップノット、SUM41、メタリカ、スティーブ・ヴァイなどに影響を受けたと公言しており、特にスティーブ・ヴァイにおいては同じモデルのワウペダルを購入したり、自身がライブでメインに使用しているHELLIONのピックアップをそれまではセイモア・ダンカンだったピックアップがディマジオのEVOLUTIONに変更するなどしている。
- REITAとは小学4年生の時にサッカークラブで出会う。
- 麗という名前の名付け親はRUKI。元々"麗"という名前はRUKIが使うつもりだったが、"ルキ"(当時はカタカナ表記)という名前が決まったため「名前をあげるよ。」ということで"麗"という名前をもらった。
- お酒が好きで、ライヴ前にファンから貰ったお酒を飲むことがある。これに対して否定的な意見もあるが、「ライヴに普段のテンションを持っていくわけにはいかない。自分が楽しくないと皆に楽しさを伝えることができないので、少しテンションを上げる為に飲んでいる」と本人は語っている。
- メンバーの中で一番背が高い。
- 数々のバンドに在籍したが、REITAとは常に一緒のバンドである。
- 昔、八百屋と深夜のコンビニのアルバイトをしていた。
- ひどい遅刻癖があり、実家暮らしの頃はREITAに車で送り迎えしてもらっていたこともある。

## 使用機材

### 使用ギター
| ブランド      | モデル                           | 概要 |
| ------------- | -------------------------------- | --- |
| ESP           | ESP U-01 "HELLION" #1            | 2006年5月の日本武道館公演にて初登場。MA-480CTMをベースに製作されている。ボディ下部のイラストはRUKIがデザイン。ピックアップは当初は2ハムバッカー（SH-55）仕様だったが、シングル｢REGRET｣のレコーディングでシングルコイルのギターを使った事がきっかけでダンカンのP-90タイプのシングルコイル（SPH-90）に交換、更にアルバム｢STACKED RUBBISH｣でセンターに同じくSPH-90を増設(Center Direct Swithも追加)、そしてシングル｢LEECH｣のレコーディングを経てフロントとリアを再びハムバッカー(ディマジオのEVOLUTION)に戻す。そして現在はフロントにサスティナードライバーが搭載されている。主に全弦1音下げチューニングで使用。 |
| ESP           | ESP U-01 "HELLION" #2            | レギュラーチューニングのメイン。全弦1音下げチューニング用とは違いサスティナードライバーは搭載されていない。 |
| ESP           | ESP U-02 "HELLION-II"-FR #1      | アルバム｢DIM｣のツアーから導入されたドロップBチューニング用ギター。POTBELLYシェイプをベースに24フレット、ロングスケール、フロイドローズアームが搭載され、ピックアップにはサスティナードライバー、ディマジオのBreed、同じくディマジオのEVOLUTIONを搭載している。この後ハムバッカーピックアップをセイモア・ダンカンにチェンジされる。主に「VORTEX」「DISCHRGE」などで使用。 |
| ESP           | ESP U-02 "HELLION-II"-FR #2      | 2010年の東京ドーム公演より導入された主に｢Cassis｣｢虚無の終わり 箱詰めの黙示｣などの全弦1音下げチューニングでアーミングプレイが必要な曲で使用されるギター。ドロップBチューニング用とは違いサスティナードライバーは搭載されていない。 |
| ESP           | ESP U-02 "HELLION-II"            | 先に発表された"HELLION-II"のアームレスバージョン。ブリッジはウィルキンソン製。こちらは当初ディマジオのDP165 BreadとディマジオのDP160 Nortonを搭載していたが、後にセイモアダンカンのSH-1nとセイモアダンカンのSH-14にチェンジされる。「AGONY」「BEFORE I DECAY」「Filth in the beauty」などで使用。 |
| ESP           | ESP U-02 "HELLION-II/WH" #1      | HELLION-IIのホワイトカラーバージョン。HELLION-IIでのボディ材はキルト・メイプル/マホガニーに対し、こちらはトップ材のみハード・メイプル。当初はドロップBチューニングで使用していたが、「SHIVER」「HESITATING MEANS DEATH」「PLEDGE」などのドロップCチューニングで使用。また「関東土下座組合」「LINDA～candydive Pinky heaven～」などの全弦1音下げチューニングで使用されることもある。 |
| ESP           | ESP U-02 "HELLION-II/WH" #2      | HELLION-IIのホワイトカラーバージョンの2号機。ブリッジをウィルキンソン製にチェンジされている。 |
| ESP           | ESP U-02 "HELLION-II" EX-LONG    | アルバム「TOXIC」のツアーでドロップAチューニングの曲で使用されているギター。HELLION-IIをベースにエキストラ・ロングスケール、ウィルキンソンブリッジを採用。「THE SUICIDE CIRCUS」「RUTHLESS DEED」「PSYCHOPATH」などで使用。 |
| ESP           | ESP Proto-type "HELLION" EX LONG | アルバム｢STACKED RUBBISH｣に伴うツアーよりドロップBチューニングの曲で使用している。上記のHELLIONと違う点は666mmのエクストラ･ロングスケールを採用した事、ボディのロゴが無い事、そしてネックのインレイがドットタイプである事。ピックアップは当初はHELLIONと同じくダンカンのP-90タイプのシングルコイル（SPH-90）を3つ搭載していたがその後リアをハムバッカーに交換、シングル｢LEECH｣のレコーディングを経てHELLION同様フロントとリアをディマジオのEVOLUTIONに交換、更にこちらも現在はフロントにサスティナードライバーが搭載されている。[DIM]のツアーではセンターPUをディマジオのBreedに交換している。 HELLION-IIの登場後は「DISTRESS AND COMA」「HEADACHE MAN」「OGRE」などで使用。 |
| ESP           | ESP HORIZON-SSH URUHA            | 2008年春のツアーからドロップCチューニングでアームが必要な｢紅蓮｣や同じチューニングの｢SHADOW VI II I｣でも使用され、更にシングル｢LEECH｣のPVでも使われているホライズンシェイプでフロイドローズアーム搭載のギター。ボディにはHELLIONと同じロゴが入れられている。 ピックアップはフロントにダンカンのSHR-1n、センターにダンカンのSSL-4、リアにダンカンのAPH-1bを搭載している。 |
| ESP           | ESP HORIZON-FR                   | 麗が初めて買ったESP製で彼の通算2本目のギター(初めて買ったギターはグラスルーツのSUGIZOモデルのHORIZON)。輸出仕様モデルでガゼット結成時もこれがメイン、POTBELLY青導入以前はレギュラーチューニング用として使用していた。現在は｢関東土下座組合｣｢Cassis｣｢虚無の終わり 箱詰めの黙示｣等全弦1音下げチューニングのアーム使用曲で使用。また｢Filth in the beauty｣のレコーディングで使用されたのもこのギター。 このギターも当初2ハムバッカー仕様だったがその後HELLIONの改造に伴いダンカンのP-90タイプのシングルコイル、SPH-90に交換、現在は再びハムバッカーに戻され更にセンターにシングルコイルが増設されている。その後、フロントにはサスティナードライブが搭載されている。 |
| ESP           | ESP MA-480CTM                    | ドロップBチューニングを取り入れ始めたアルバム｢蝦蟇｣の頃から使われ始め以降ドロップBチューニングのメインとして使われていたギター。その後エクストラ･ロングスケールのHELLIONの登場により使用頻度は減ったものの、HELLIONにはアームが付いていないため｢Sugar Pain｣｢体温｣｢DISCHARGE｣｢CIRCLE OF SWINDLER｣等ドロップBチューニングのアーム使用曲で使われ、その後アルバム｢STACKED RUBBISH｣に伴うツアーのグランドフィナーレ公演よりM-II DXに引き継がれる。更にシングル｢紅蓮｣のPVでも使用されている。 ピックアップは当初は2ハムバッカー仕様だったが、HELLIONの改造に伴いダンカンのP-90タイプのシングルコイル、SPH-90に交換、更に｢STACKED RUBBISH｣のツアーではセンターに同じくSPH-90を増設、フロントを排除(黒いプラスチックのようなもので穴を塞いである)、リアを再びハムバッカーに戻す(ダンカンのTB-4)、更にボディ上部のトルグスイッチをボリュームポットの下に移動。 |
| ESP           | ESP M-II DX                      | アルバム｢STACKED RUBBISH｣に伴うツアーのグランドフィナーレ公演より、MAの後を継いでドロップBチューニングのアーム使用曲用に導入された黒い2ハム仕様のギター。その後2009年3月の幕張メッセ公演よりHORIZON-CTMが導入されたため現在はレギュラーチューニングのサブとしてスタンバイしている。 |
| ESP           | ESP HORIZON-CTM                  | 2009年3月の幕張メッセ公演よりドロップBチューニングのアーム使用曲用に導入されたギター。「THE INVISIBLE WALL」のPVで使用している。こちらのギターのピックアップもDiMaZioのEVOLUTIONに換えている。 |
| ESP           | ESP POTBELLY                     | 2本所有しており茶色と青がある。最初に入手した茶色を全弦1音下げチューニングで使用し、青導入後は茶色をレギュラーチューニング、青を全弦1音下げチューニングに変えたが、同じピックアップでも音の抜けが違う事によりアルバム｢NIL｣に伴うツアーの途中から再び茶色を全弦1音下げチューニング、青をレギュラーチューニングにした。そしてHELLIONが登場した同ツアーファイナルの日本武道館公演以降、茶色は全弦1音下げチューニングのHELLIONのサブ、及び｢SHADOW VI II I｣や｢Crucify Sorrow｣等ドロップCチューニングの曲で度々使用されるようになり、青もHELLION導入に伴いサブ、及び楽屋用ギターとして使用されるようになった。 両ギター共やはり当初は2ハムバッカー仕様だったが、HELLIONの改造に伴いダンカンのP-90タイプのシングルコイル、SPH-90に交換されている。 |
| ALVAREZ YAIRI | ALVEREZ YAIRI WY1 URUHA CUSTOM   | ｢生暖かい雨とざらついた情熱｣｢D.L.N｣｢Crucify Sorrow｣等で全弦1音下げチューニングで使用しているアコースティックギター。ブリッジ下にフィッシュマンのピエゾPUを搭載している。 |
| Gibson        | Gibson J-45                      | 2008年8月の富士急ハイランド公演よりアコースティックサウンドが必要な曲で使用されることとなったアコースティックギター。1965年製の物。2008年4月の代々木公演収録DVDのボーナスディスクにおいてこのギターを試奏している姿が収録されており、その後購入した模様。ピックアップを取り付けライブでも使えるようにしている。 |
| Martin        | Martin HD-28V                    | |

### 使用ギター/使用アンプ
- Standing Live tour 2006｢Nameless Liberty.Six Guns...｣

ESP U-01 HELLION (Dチューニング用)
ESP HORIZON-FR (Dチューニング用)
ESP POTBELLY (ドロップCチューニング用)
ESP POTBELLY (レギュラーチューニング用)
ESP MA-480CTM (ドロップBチューニング用)
ALVEREZ YAIRI WY1 URUHA CUSTOM (Dチューニング用)
MESA BOOGIE Triple Rectifier (アンプ)
Fender Twin Reverb (アンプ)
VHT (キャビネット)
DigiTech Whammy (ワーミーペダル)
t.c.electronic (フットコントローラー)
- Tour 2007-2008 Stacked Rubbish ｢Pulse Wriggling To Black｣

ESP U-01 HELLION #1 (Dチューニング用)
ESP U-01 HELLION #2 (レギュラーチューニング用)
ESP Proto-type "HELLION" EX LONG (ドロップBチューニング用)
ESP MA-480CTM (ドロップBチューニング用)
ESP M-II DX (ドロップBチューニング用)
ESP HORIZON-FR (Dチューニング用)
ESP HORIZON-SSH (ドロップCチューニング用)
ALVEREZ YAIRI WY1 URUHA CUSTOM (Dチューニング用)
Diezel Herbert (アンプ)
CUSTOM AUDIO AMPLIFIERS OD-100 (アンプ)
MESA BOOGIE Triple Rectifier (アンプ)
Fender Twin Reverb (アンプ)
VHT (キャビネット、ただし｢Pulse Wriggling To Black 02｣まで。)
BASSON (キャビネット、｢Pulse Wriggling To Black 03｣から。)
HUMANGEAR Real McCoy Custom (ワウペダル)
DigiTech Whammy (ワーミーペダル)
ERNIE BALL (ボリュームペダル)
CUSTOM AUDIO ELECTRONICS (フットコントローラー)
- the GazettE LIVE09[7-SEVEN-]

ESP U-01 HELLION #1 (Dチューニング用)
ESP U-01 HELLION #2 (レギュラーチューニング用)
ESP Proto-type "HELLION" EX LONG (ドロップBチューニング用)
ESP HORIZON-CTM (ドロップBチューニング用)
ESP M-II DX (レギュラーチューニング用)
ESP HORIZON-FR (Dチューニング用)
Diezel Herbert (アンプ)
CUSTOM AUDIO AMPLIFIERS OD-100 (アンプ)
Koch SUPERNOVA120 (アンプ)
Koch (キャビネット、エフェクト音用。)
BASSON (キャビネット、ダイレクト音用。)
モーリー バッド・ホーシズ (ワウペダル)
DigiTech Whammy (ワーミーペダル)
RJM MasterMind (フット・スイッチ)
- Tour 2009 ｢DIMSCENE｣

ESP U-01 HELLION #1 (Dチューニング用)
ESP U-01 HELLION #2 (レギュラーチューニング用)
ESP U-02 "HELLION-II"-FR (レギュラーチューニング用)
ESP Proto-type "HELLION" EX LONG (ドロップBチューニング用)
ESP HORIZON-CTM (ドロップBチューニング用)
ESP M-II DX (レギュラーチューニング用)
ESP HORIZON-FR (Dチューニング用)
Gibson J-45 (Dチューニング用)
÷13(Divided by 13) LDW17/39 (アンプ、パワー管 EL34)
÷13 RSA 23 (アンプ、パワー管 KT88)
Koch SUPERNOVA120 (アンプ)
Koch (キャビネット、エフェクト音用。)
÷13 (キャビネット、ダイレクト音用。)
t.c.electoronic G-FORCE (マルチエフェクター)
モーリー バッド・ホーシズ (ワウペダル)
DigiTech Whammy (ワーミーペダル)
RJM MasterMind (フット・スイッチ)